# Sarcodictyon pacificum
Sarcodictyon pacificum is een zachte koraalsoort uit de familie Clavulariidae. De koraalsoort komt uit het geslacht Sarcodictyon. Sarcodictyon pacificum werd in 1930 voor het eerst wetenschappelijk beschreven door Hickson. 